# Esprit de famille
Pour les articles homonymes, voir L'Esprit de famille (film, 2020).
Pour plus de détails, voir Fiche technique et Distribution.
Esprit de famille ou La Famille Stone au Québec (The Family Stone) est un film de Noël américain réalisé par Thomas Bezucha, sorti en 2005.

## Synopsis
Meredith Morton est une jeune femme élégante et raffinée, trader, vivant à Manhattan. Sous des dehors rigides et conservateurs, elle cache une grande maladresse et un manque de confiance. Elle va passer les festivités de Noël chez les parents de son quasi-fiancé Everett Stone, as de la finance lui aussi, dans le Connecticut, famille qui par son anti-conformisme la terrorise à l'avance.
La famille est composée des parents, Kelly, architecte et son épouse Sybill, et de leurs cinq enfants. Leur fils Ben est un intellectuel débraillé et fêtard, réalisateur de documentaires vivant à Berkeley. Amy, la petite dernière, a un caractère difficile. Dès le début, elle se montre moqueuse et hostile envers sa future belle-sœur qu'elle juge coincée. Elle passe sa maîtrise pour devenir enseignante et enchaîne les échecs sentimentaux. Susannah, mère au foyer, attend son second enfant. Thad, atteint de surdité et homosexuel, vivant en couple avec Patrick, noir et fin cuisinier ; les deux amoureux ont lancé une procédure d'adoption 
Meredith ne cesse d'accumuler gaffes et impairs, s'attirant l'hostilité de tous sauf de Ben. Everett est vite agacé devant les maladresses de sa fiancée. Meredith supplie sa sœur Julie de la rejoindre, afin de se sentir moins seule. Lors de son arrivée, cette dernière et Everett ont un coup de foudre. Julie n'arrive pas à empêcher sa sœur aînée de se mettre complètement à dos sa belle-famille, lorsque Meredith critique l'adoption chez les couples homosexuels. Désespérée, la jeune femme finit par s'enfuir. Everett et Julie partent à sa recherche et se découvrent des intérêts communs, des affinités. Ben est celui qui retrouve Meredith et pour l'apaiser, l'emmène dans un bar. Tous deux boivent trop et au matin Meredith se réveille dans le lit de Ben qui, en fait, a dormi sur le tapis. Au cours de cette drôle de nuit Everett et Meredith comprennent qu'ils feraient une erreur en se mariant.
Everett est amoureux de Julie et Meredith se sent apaisée auprès de Ben. Peu à peu les cinq enfants comprennent que leur mère est condamnée par la rechute d'un cancer du sein et que c'est son dernier Noël.
Un an plus tard, la famille se réunit dans la maison familiale. Meredith et Ben, ainsi que Julie et Everett et Amy et Brad, son ami de collège, sont en couple, Thad et Patrick ont adopté un petit garçon et Susannah a eu son bébé. Ce Noël est le premier sans Sybill, décédée, mais il est évident que son esprit vit quand la famille se réunit autour de l'arbre,.

## Fiche technique
- Titre original : The Family Stone
- Titre français : Esprit de famille
- Titre québécois : La Famille Stone
- Réalisation et scénario : Thomas Bezucha
- Directeur de la photographie : Jonathan Brown
- Distribution des rôles : Mindy Marin
- Direction artistique : T.K. Kirkpatrick
- Décors : Jane Ann Stewart
  - Décorateur de plateau : Matt Callahan
- Costumes : Shay Cunliffe
- Musique : Michael Giacchino
- Producteur : Michael London
  - Coproductrice : Mindy Marin
  - Productrice exécutive : Jennifer Ogden
  - Productrice associée : Khristina Kravas
  - Productrice (invitée spéciale) : Melissa Strickland
- Sociétés de production : The Family Stone, Fox 2000 Pictures, Michael London Productions et Pan Productions
- Distribution :  Fox 2000 Pictures ; Twentieth Century Fox France
- Budget : 18 millions de dollarsUS
- Format : Couleur – 35 mm – 1,85:1 — Son Dolby Digital, SDDS et DTS
- Pays :  États-Unis
- Langues : anglais, langue des signes américaine
- Genre : Comédie romantique, drame
- Durée : 103 minutes
- Dates de sortie en salles : 
  -  États-Unis,  Royaume-Uni : 16 décembre 2005
  -  France : 28 décembre 2005
  -  Belgique : 4 janvier 2006

## Distribution
Légende : VF : Voix françaises,, VQ : Voix québécoises 
- Claire Danes (VF : Caroline Victoria, VQ : Aline Pinsonneault) : Julie Morton
- Diane Keaton (VF : Béatrice Delfe, VQ : Élizabeth Lesieur) : Sybill Stone
- Rachel McAdams (VF : Agathe Schumacher, VQ : Éveline Gélinas) : Amy Stone
- Dermot Mulroney (VF : Joël Zaffarano, VQ : Daniel Picard) : Everett Stone
- Craig T. Nelson (VF : Pierre Dourlens, VQ : Denis Mercier) : Kelly Stone
- Sarah Jessica Parker (VF : Martine Irzenski, VQ : Linda Roy)  : Meredith Morton
- Luke Wilson (VF : Philippe Valmont, VQ : Antoine Durand) : Ben Stone
- Tyrone Giordano (VF : Maël Davan-Soulas, VQ : Benoit Éthier) : Thad Stone
- Brian White (VF : Daniel Lobé, VQ : Adrien Lacroix) : Patrick Thomas
- Elizabeth Reaser (VF : Barbara Tissier, VQ : Pascale Montreuil) : Susannah Stone Trousdale
- Paul Schneider (VF : Luc Boulad, VQ : Sébastien Rajotte) : Brad Stevenson
- Savannah Stehlin (VF : Claire Bouanich) : Elizabeth Trousdale
- Jamie Kaler (VF : Vincent Ropion) : John Trousdale

## Production

### Développement
Produit par Michael Landon. 

### Casting
Billy Crudup, Aaron Eckhart et Johnny Knoxville étaient pressentis pour jouer dans le film. Eckhart était le premier choix pour incarner Everett, mais dut renoncer. Puis Crudup fut pressenti pour le même rôle, et Knoxville pour incarner Ben. Les rôles furent respectivement donnés à Dermot Mulroney et à Luke Wilson.

### Tournage
Le tournage s'est déroulé à Madison, dans le New Jersey, Greenwich, dans le Connecticut et Los Angeles, en Californie.

## Réception

### Accueil critique
Dans l'ensemble des pays anglophones, Esprit de famille a obtenu un succès critique assez mitigé, puisque le site Rotten Tomatoes lui attribue 52 % d'avis favorables, sur la base de 151 commentaires et une note moyenne de 5.9⁄10 pour la catégorie All Critics et 58 % d'avis favorables, sur la base de 36 commentaires et une note moyenne de 6.1⁄10 dans la catégorie Top Critics, tandis que le site Metacritic, ayant recensé trente-cinq commentaires, lui attribue une moyenne de 56⁄100.
En revanche, le long-métrage connaît un assez bon accueil de la presse en France, obtenant une note moyenne de 3.1⁄5 sur le site Allociné, qui a recensé dix-neuf titres de presse.

### Box-office
| Pays ou région | Box-office      | Date d'arrêt du box-office | Nombre de semaines |
| -------------- | --------------- | -------------------------- | ------------------ |
| Mondial        | 92 283 851 $    | 12 mars 2007               | —                  |
| États-Unis     | 60 062 868 $    | 30 mars 2006               | 15                 |
| France         | 333 455 entrées | 25 janvier 2006            | 5                  |

## Bande originale
- Let It Snow! Let It Snow! Let It Snow!, interprété par Dean Martin
- Jingle Bells, interprété par Johnny Mercer
- Joy To the World
- O Little Town of Bethlehem
- Fooled Around and Fell in Love, interprété par Elvin Bishop
- Miracles, interprété par Jefferson Starship
- Count on Me, interprété par Jefferson Starship
- Right Back Where We Started From, interprété par Maxine Nightingale
- Home Sweet Home
- Trepak (Cossack Dance), composé par Piotr Ilitch Tchaïkovski
- Have Yourself a Merry Little Christmas, interprété par Judy Garland

## Distinctions

### Récompense
- Teen Choice Awards 2006 : Meilleure actrice de comédie pour Rachel McAdams[n 1]

### Nominations
- American Cinema Editors 2006 : Meilleur montage de film pour Jeffrey Ford
- Casting Society of America 2006  : Meilleure direction de casting de film pour Mindy Marin
- GLAAD Media Awards 2006 : Film remarquable - sortie étendue
- Satellite Awards 2005 :
  - Meilleur second rôle masculin dans une comédie pour Craig T. Nelson
  - Meilleur second rôle féminin dans une comédie pour Diane Keaton et Rachel McAdams
- Golden Globes 2006 : Meilleure actrice dans une comédie pour Sarah Jessica Parker